# Estación Coraceros
Coraceros era una estación ferroviaria ubicada en el Partido de Hipólito Yrigoyen, Provincia de Buenos Aires, Argentina. 
Actualmente las instalaciones de la antigua estación albergan la Escuela de Educación Secundaria Agraria (E.E.S.A.) N° 1 "Coraceros - Ing Emilio White".

## Servicios
La estación formaba parte del Ferrocarril Midland de Buenos Aires que unía la Estación Puente Alsina con la ciudad de Carhué. A partir de la nacionalización de 1948, pasó a formar parte del Ferrocarril General Belgrano.
La estación fue deshabilitada en 1977, año en el que el ramal ferroviario fue reducido llegando únicamente a la Estación Marinos del Crucero General Belgrano.